# Mittelschmerz
Mittelschmerz (alemão: "dor no meio") é um termo médico para dor na ovulação ou "dor do meio do ciclo". Cerca de 20% das mulheres experimentam "mittelschmerz", algumas em todos os ciclos e outras de forma intermitente.
Caracterizado por uma dor abdominal de intensidade variável. A ovulação causa um sangramento leve no interior da cavidade abdominal, resultando em dor súbita e
constante na região ínfero-lateral do abdome. Essa dor abdominal intermenstrual pode ser um sintoma da ovulação, mas existem sintomas mais expressivos, como a
temperatura basal do corpo, segundo Moore (2008).

## Sintomas e diagnóstico
Mittelschmerz é caracterizada por uma dor abdominal ou na região pélvica que ocorre aproximadamente na metade do ciclo menstrual. A dor pode aparecer subitamente e normalmente se atenua após algumas horas, embora algumas vezes dure por dois ou três dias.
1. ↑  MOORE, K. e Persuad, T. V. N. Rio de Janeiro: Elsevier, 2008. Embriologia Clínica.